# Bet Schemesch
Bet Schemesch (hebräisch בֵּית שֶׁמֶשׁ Bejt Schemesch, deutsch ‚Haus der Sonne‘; durch die Übertragung aus dem Hebräischen kommen abweichende Schreibweisen vor; arabisch بيت شيمش, DMG Bayt Šīmiš, Tell Bet Schemesch: arabisch عين شمس, DMG ʿAyn Šams; altgriechisch Βαιθσαμυς; lateinisch Bethsames) ist eine Stadt in Israel im Bezirk Jerusalem an der Bahnstrecke  von Tel Aviv nach Jerusalem.

## Geschichte

### Anfänge
Bet Schemesch ist nach einer früheren Siedlung gleichen Namens benannt, die etwas westlich der heutigen Stadt liegt; der Tell wurde Anfang des 20. Jahrhunderts ausgegraben. Diese Stadt, die unter anderem von Kanaanäern und Hyksos besiedelt war, geht in das 18. Jahrhundert v. Chr. zurück.

### Erwähnung in der Bibel
In der Bibel wird Bet Schemesch mehrfach erwähnt, z. B. im Zusammenhang mit der Eroberung des Landes durch die Israeliten (Jos 21,16 ) und bei der Rückkehr der von den Philistern gestohlenen Bundeslade (1 Sam 6,12 ). Da Bewohner Bet Schemeschs dabei von der Weizenernte aufsahen und die Bundeslade erblickten, erschlug Gott 70 Mann aus dem Volk (1 Sam 6,19 ).

### Römische und byzantinische Zeit, Mittelalter
Der Ort war noch in römischer Zeit besiedelt. In der byzantinischen Zeit bestand in Bet Schemesch ein Kloster. Es war vermutlich das von Johannes Moschos erwähnte „Simsonkloster“, benannt nach dem biblischen Helden Simson. 2016 wurde beim Bau einer Wasserleitung eine mit dem Klosterbetrieb verbundene, unter stabilisierenden Erdmassen gut erhaltene, sehr große und offenbar sehr bedeutende Pilgerkirche eines unbekannten christlichen Märtyrers entdeckt, die vom 6. bis ins 9. Jahrhundert bestand. Es handelt sich um die besterhaltene Kirche vergleichbarer Art in Israel und Jordanien.
Um 1300 wurde an der Stelle der heutigen Stadt eine Karawanserei errichtet.

### Seit 1950
Das moderne Bet Schemesch wurde 1950 als Entwicklungsstadt gegründet und war als städtisches Zentrum für die nördliche Schefela-Region geplant. Durch den Einsatz der ersten Siedler in der Aufforstung entstanden um Bet Schemesch ausgedehnte Kiefernwälder.
Für die Entwicklung der Stadt wirkte sich die Lage nachteilig aus: Seit dem Neubau der Autobahn  Tel Aviv–Jerusalem liegt Bet Schemesch abseits des Hauptverkehrswegs. Die Bahnstrecke Tel Aviv–Jerusalem wurde von der israelischen Eisenbahn ebenfalls lange Jahre kaum mehr genutzt. Erst seit 2003 besteht wieder ein regelmäßiger Zugverkehr nach Tel Aviv; der reguläre Personenverkehr nach Jerusalem wurde im April 2005 nach Abschluss umfassender Sanierungsmaßnahmen wieder aufgenommen.
Am 25. Juni 1991 erhielt Bet Schemesch den Status einer Stadtverwaltung.
Aufgrund der Ortslage stagnierte Bet Schemesch lange Zeit und hatte Anfang der 1990er Jahre erst etwa 25.000 Einwohner. Danach wuchs die Stadt durch den Zuzug von Neueinwanderern erheblich. Im Jahr 2006 hatte Bet Schemesch bereits 69.500 Einwohner, wobei ein Teil davon Pendler sind, die in Jerusalem arbeiten.
Ein wichtiger Wirtschaftszweig ist der Anbau von Wein; in der Gegend von Bet Schemesch befinden sich u. a. Weinberge des Klosters Cremisan.
Die Stadt ist eine Hochburg des ultraorthodoxen Judentums. Ende 2011 löste die Absicht einiger Ultraorthodoxer, in Bet Schemesch eine Geschlechtertrennung auf der Straße, im Bus und anderswo im öffentlichen Raum einzuführen, landesweite Proteste aus. Rund 10.000 Demonstranten, darunter auch religiöse Israelis und prominente Politiker, reisten aus dem ganzen Land nach Bet Schemesch und protestierten gegen fundamentalistische Trends. Staatspräsident Schimon Peres unterstützte sie und lobte die Polizei, „die für grundsätzliche Gleichberechtigung in Bet Schemesch kämpfte“. Seiner Meinung nach müssten alle im Land gegen „eine Minderheit aufstehen, die sich auf unerhörte Weise benimmt“. Als die von ihnen geplante Gegendemonstration untersagt wurde, randalierten Hunderte ultraorthodoxe Israelis am 29. Dezember 2011 in Bet Schemesch.

## Einwohner
Das israelische Zentralbüro für Statistik gibt bei den Volkszählungen vom 22. Mai 1961, 19. Mai 1972, 4. Juni 1983, 4. November 1995 und vom 28. Dezember 2008 für Bet Schemesch folgende Einwohnerzahlen an:
| Jahr der Volkszählung | 1961  | 1972   | 1983   | 1995   | 2008   | 2015    |
| Anzahl der Einwohner  | 6.986 | 10.111 | 12.956 | 24.179 | 76.078 | 103.922 |

## Bürgermeister

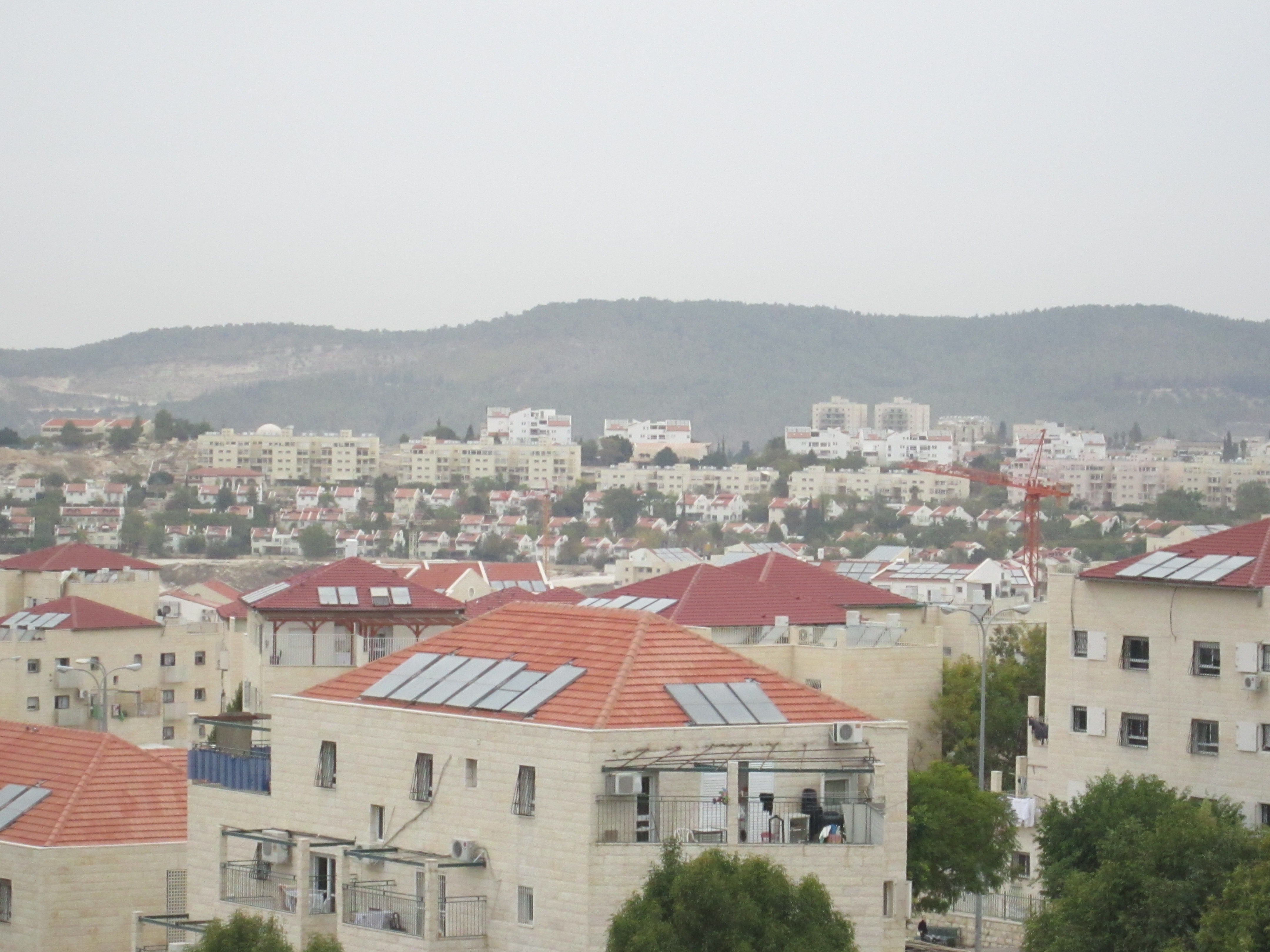

- 1953–1955: Schmu’el Avi’eser
- 1955–1965: Menachem Neumann
- 1965–1967: Oved Seri-Levi
- 1967–1978: Amram Luk
- 1978–1989: Jehuda ben Se’ev
- 1989–1993: Schalom Fadida
- 1993–2008: Daniel Vaknin
- 2008–2018: Moshe Abutbul
- 2018–2024: Aliza Bloch[11]
- 2024–0000: Shmuel Greenberg[2]

## Kibbuz Tamuz
Im Stadtgebiet von Bet Schemesch liegt der 1987 gegründete Kibbuz Tamuz.

## Sehenswürdigkeit
- Das Kloster Bet Dschemal, 1881 gegründet, inzwischen im Gebiet der Stadt gelegen, entstand neben einer katholischen Landwirtschaftsschule von 1873. Es ist eine Wallfahrtsstätte.
- Archäologen der Israelischen Altertumsbehörde haben im Oktober 2019 die Überreste einer 1.500 Jahre alten Kirche im Stil einer Basilika im Stadtteil Ramat Beit Schemesch, entdeckt. Das Gotteshaus ist verziert mit Mosaikböden, die mit Blättern, Früchten, Vögeln und Pflanzen gestaltet sind und griechischen Inschriften. Die Wände waren zum Zeitpunkt der Nutzung mit bunten Fresken und hohen Säulen geschmückt. Die Hauptphase des Baus erfolgte während der Herrschaft von Kaiser Justinian I., der von 527 bis 565 regierte. Später, unter Kaiser Tiberios I. (574–582), wurde eine Seitenkapelle hinzugefügt., eine Inschrift erwähnt seine Spende.[13][14]
- 2014 gründete Natan Slifkin das biblisches Naturkundemuseum in Bet Schemesch. Viele der größeren Tiere wie Löwe, Gepard und Steinbock sind hier aus Platzgründen nur ausgestopft, die Kleineren werden lebendig gehalten.[15]

## Städtepartnerschaften
- Nordhausen, Deutschland; seit 1992
- Split, Kroatien
- Hangzhou, Volksrepublik China
- Cocoa, Florida, Vereinigte Staaten; seit 2007
- Ramapo, New York, Vereinigte Staaten